# Lois Gould
Lois Gould (* 18. Dezember 1931 in Manhattan, New York City, als Lois Regensburg; † 29. Mai 2002 ebenda) war eine US-amerikanische Schriftstellerin.

## Leben
Gould wurde im Dezember 1931 in Manhattan geboren; sie hatte einen Bruder. Ihr Vater, der Zigaretten-Industrielle Edward J. Regensburg Jr., verließ die Familie drei Jahre nach Lois’ Geburt; ihre Mutter, die Modedesignerin Jo Copeland, zeigte über Jahre hinweg mehr Interesse an High-Society-Partys als an ihren Kindern. Gould wuchs unter diesen Umständen in Manhattans Park Avenue auf und besuchte später das Wellesley College. Nach ihrem Abschluss nahm sie eine Stelle als Gerichtsreporterin für den The Long Island Star-Journal aus Long Island City an, was den Startpunkt für eine journalistische Karriere bedeutete, die sie als Redakteurin zu verschiedenen national bekannten Magazinen führte. Unter anderem war sie einige Zeit lang Chefredakteurin des Ladies’ Home Journal. Später wurde sie Kolumnistin der New York Times, wo sie 1977 die Frauenkolumne Hers begründete.
Unterdessen heiratete sie 1955 den Journalisten und Schriftsteller Philip Benjamin, mit dem sie zwei Söhne bekam. Elf Jahre später starb Benjamin plötzlich an den Folgen einer Operation. Er hinterließ ein codiertes Tagebuch, das Gould nach einiger Zeit entschlüsseln konnte. Es entpuppte sich als detaillierte Auflistung aller Affären ihres Ehemannes, unter denen Gould auch mehrere ihrer engsten Freundinnen wiederfand. In den nächsten Jahren verarbeitete Gould diese Geschichte für einen Roman, der 1970 unter dem Titel Such Good Friends veröffentlicht wurde und ein Jahr später unter gleichem Titel verfilmt wurde. Das Buch wurde ein Bestseller und Objekt kontroverser Debatten vor dem Hintergrund der zweiten Feminismuswelle, nicht zuletzt deshalb, weil Gould offen und detailliert auch sexuelle Erfahrungen ihrer Hauptprotagonistin erzählte. Beispielsweise stand das Buch sieben Wochen lang auf der Bestseller-Liste der New York Times. Mittlerweile hatte Gould ein zweites Mal geheiratet; ihr zweiter Ehemann, der Psychiater Robert E. Gould, adoptierte auch ihre beiden Söhne aus erster Ehe.
Nach dem Erfolg mit Such Good Friends setzte Gould ihre Laufbahn als Schriftstellerin fort und veröffentlichte in den nächsten Jahren eine Handvoll Romane, die wie ihr Debütroman oftmals Situationen, Erfahrungen usw. aus dem Leben von Frauen in den Mittelpunkt stellten. Allerdings fanden viele dieser Werke weniger Beachtung als ihr Debütroman. 1974 verarbeitete sie in den Augen des Literaturkritikers Roger Kirsch ihre zweite Ehe in dem Roman Final Analysis, der von einer Patientin handelt, die ihren Psychiater heiratet. 1976 folgte mit A Sea Change ein allegorisch angelegter Roman, 1981 verarbeitete sie die Geschichte von Eva Perón in ihrem Roman La Presidenta. Im Jahr 1988 folgte mit Subject to Change ein Roman über ein Königreich in Geldnot. Ihr letzter Roman Medusa’s Gift (1991) handelt von einer ehemals Sex-Idol verehrten Schauspielerin. Daneben experimentierte sie auch mit anderen Literaturgattungen: In den 1960ern schrieb sie unter dem Namen Lois Benjamin zwei Sachbücher zum Thema Geburt und Mutter-Sein, Im Jahr 1978 veröffentlichte sie ein feministisches Kinderbuch. Im gleichen Jahr folgte eine Essay-Sammlung mit dem Titel Not Responsible for Personal Articles, 1998 verfasste sie dann eine Autobiografie zum Verhältnis zwischen ihr und ihrer Mutter (Mommy Dressing).
Goulds zweiter Ehemann starb im gleichen Jahr, gefolgt von einem ihrer Söhne, dem Soziologen Roger V. Gould, Anfang 2002, der an einer Leukämie verstarb. Gould selbst erlag im Mai 2002 in Manhattan im Alter von 70 Jahren ebenfalls einer Krebserkrankung. Ihr Nachlass befindet sich im Archiv der Yale University.

## Veröffentlichungen
Romane
- Such Good Friends: A Novel. Random House, New York 1970.
  - So gute Freunde. Übersetzt von Peter Marginter. Heyne, München 1973. ISBN 3-453-00370-5.
- Necessary Objects. Random House, New York 1972. ISBN 0-394-46847-3.
- Final Analysis. Random House, New York 1974. ISBN 0-394-48240-9.
- A Sea Change. Simon & Schuster, New York 1976. ISBN 0-671-22326-7.
- La Presidenta: A Novel. Simon & Schuster, New York 1981. ISBN 0-671-24930-4.
- Subject to Change. Farrar, Straus & Giroux, New York 1988. ISBN 0-374-27154-2.
  - Morgantina, die Hexe der Königin. Übersetzt von Bettina Runge. Klett-Cotta, Stuttgart 1989. ISBN 3-608-95622-0.
- Medusa’s Gift. Alfred A. Knopf, New York 1991. ISBN 0-394-58229-2.

Sachliteratur
- mit Waldo L. Fielding: The Childbirth Challenge: Commonsense versus “Natural” Methods. Viking Press, New York 1962.
- So You Want to be a Working Mother! McGraw-Hill, New York 1966.

Kinderliteratur
- X: A Fabulous Child’s Story. Daughters Publishing Co., New York 1978. ISBN 0-913780-21-9.

Essays
- Not Responsible for Personal Articles. Random House, New York 1978. ISBN 0-394-42780-7.

Autobiografie
- Mommy Dressing: A Love Story, After a Fashion. Anchor Books, New York 1998. ISBN 0-385-49053-4.